# Thịnh Lang
Thịnh Lang là một phường thuộc thành phố Hòa Bình, tỉnh Hòa Bình, Việt Nam.
Phường Thịnh Lang có diện tích 2,88 km², dân số năm 2002 là 4.534 người, mật độ dân số đạt 1.574 người/km².